# Gyo-dong, Miryang
Gyo-dong (koreanska: 교동) är en stadsdel i staden Miryang i provinsen Södra Gyeongsang i den sydöstra delen av Sydkorea, 280 km sydost om huvudstaden Seoul.